# 具梗糙苏
具梗糙苏（学名：Phlomis pedunculata），为唇形科糙苏属下的一个植物种。